# Książę i żebrak (film 1937)
Książę i żebrak (tytuł oryg. The Prince and the Pauper, 1937) – amerykański kostiumowy dramat przygodowy w reżyserii Williama Keighleya na podstawie powieści Marka Twaina pod tym samym tytułem.

## Opis fabuły
Żebrak Tom Canty przez przypadek trafia na dwór królewski, gdzie spotyka młodego księcia Edwarda Tudora. Obaj dochodzą do wniosku, że są do siebie łudząco podobni. Dlatego postanawiają dla zabawy zamienić się ubraniami. Edward w przebraniu żebraka opuszcza zamek ciekawy świata zewnętrznego. Natomiast Tom pozostaje na zamku w przebraniu księcia. Niestety, gdy książę opuszcza zamek, nie zostaje rozpoznany przez straż pałacową i zostaje przegnany. Odtąd Tom Canty - również nie rozpoznany przez dworzan - musi pozostać na zamku. Jego zapewnienia, że nie jest prawdziwym księciem, tylko żebrakiem, prowadzą do podejrzeń o obłęd młodego księcia.
Wkrótce umiera król Henryk VIII Tudor. Odtąd wuj księcia pełni rolę lorda protektora. Niebawem odkrywa prawdę i wykorzystuje całą sytuację do własnych celów politycznych. W tym samym czasie prawdziwy książę tuła się po ulicy. Spotyka go ojciec Toma, John Canty i uznaje go za swego syna. Bardzo źle go traktuje. Poznaje też Milesa Hendona, który staje się jego sprzymierzeńcem i ratuje go z rąk Johna Canty, a także później z innych opresji. Po pewnym czasie Edward dowiaduje się o śmierci swego ojca Henryka Tudora i o tym, że w wyniku intryg lorda protektora Tom ma objąć władzę królewską. Prosi o pomoc Milesa Hendona. Ten początkowo nie wierzy w jego królewskie pochodzenie i uznaje jego opowieści za wytwór wyobraźni. Jednakże po pewnym czasie poznaje prawdę i pomaga młodemu księciu odzyskać tron.

## Obsada (główne role)
- Bobby Mauch jako książę Edward Tudor
- Billy Mauch jako żebrak Tom Canty
- Errol Flynn jako Miles Hendon
- Montagu Love(inne języki) jako król Henryk VIII
- Barton MacLane jako John Canty (ojciec Toma)